# Philipp Dobereiner

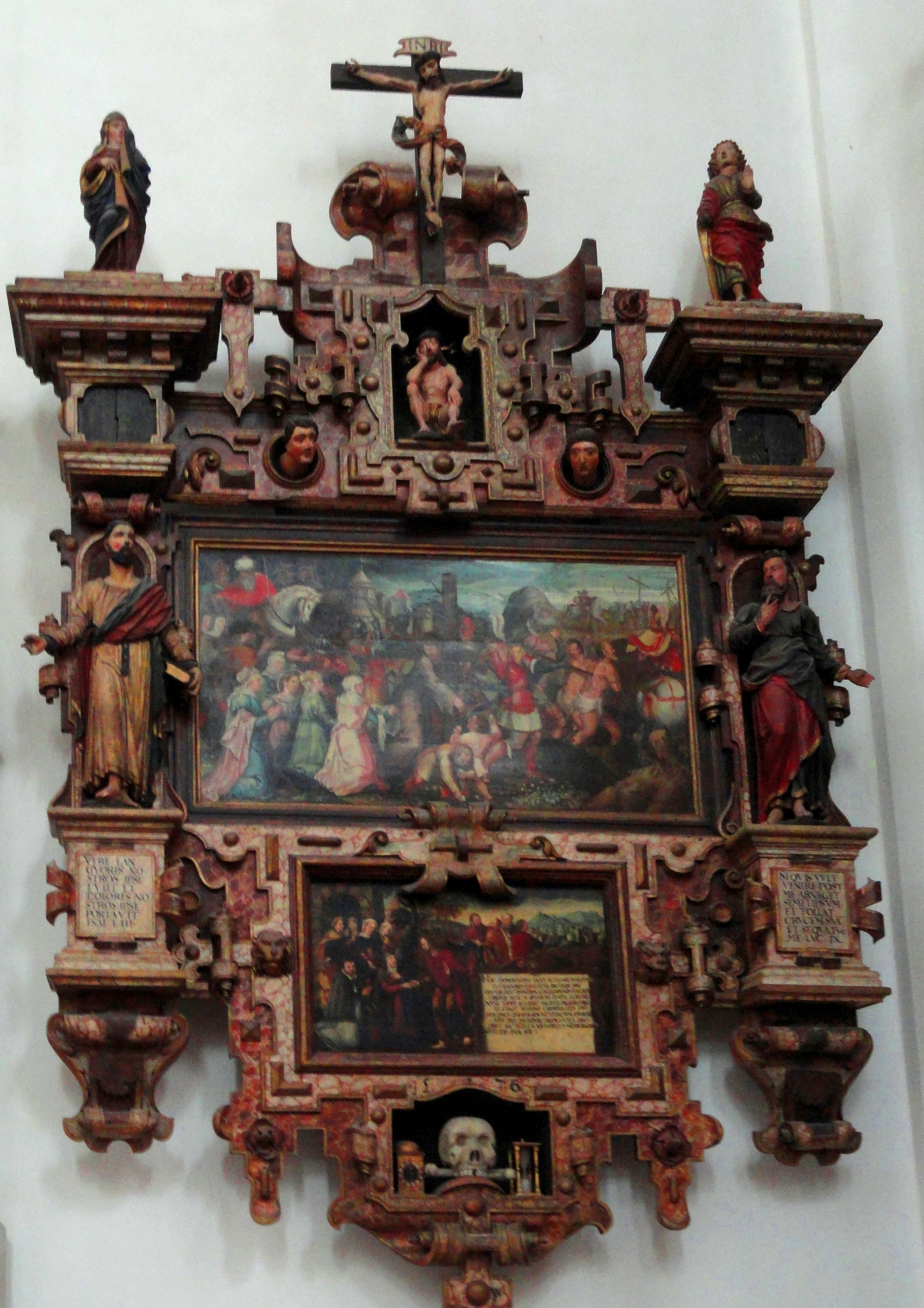
Epitaph Philipp Dobereiners in der Frauenkirche München

Philipp Dobereiner (* 1535 in Tirschenreuth; † 22. Januar 1577 in München) war ein deutscher Kleriker, Übersetzer und Verfasser geistlicher Schriften.

## Leben und Werk
Dobereiner studierte ab 1554 Theologie an der Universität Ingolstadt. 1564 war er Kanoniker am Kollegiatstift St. Johann in Regensburg, ab 1571  Stiftsdechant an der Frauenkirche (München). In deren Sakramentskapelle befindet sich sein Epitaph.
Dobereiner übersetzte (zumeist aus dem Lateinischen) zahlreiche geistliche Schriften von Engelhard von Langheim, Luis de Granada,  Louis de Blois, Johannes Justus von Landsberg, Anthonis van Hemert, Gaspar de Loarte (1498–1578), Papst Innozenz III., Jakob Schöpper u. a.

## Werke
- Regiment unnd Artzney-Büchlein wider das schädlichest Gifft der Ketzerey und irrthumb in glaubens-sachen, München 1570
- Der Calvinisten Kehrab [Der Calvinisten letzter Tanz], München 1570
- Sendtschreyben von Auffgang des Christenthumbs inn der newen Welt, München 1571
- Der Geystlich Wöcker [Geistlicher Wecker], München 1572
- Brunn der durstigen Seele, München 1575
  - Seelenbrunnen, Graz 1886

Übersetzungen
- Jakob Schöpper, Catechismvs. Das ist Christliche Vnterweisung vnd gegründter Bericht, nach warer Evangelischer vn Catholischer lehr, vber die Fürnembste stücke vnsers heiligen allgemeynen Christlichen glaubens, Köln 1562
- Johannes Justus von Landsberg, Ein edels Schatzbüchlein der göttlichen Liebe auß dem Pharetra Divini Amoris Joannis Landsperger, Cartheuser, Dillingen 1563
- Antoon van Hemert, Christenlicher Trostspiegel, Dillingen 1565
- Des Sünders Spiegel einem Menschen darinn sich offt zubeschawen vast nutzlich mehr, ein andechtige Betrachtung von dem Creutz unsers Herrn Jesu Christi; mehr ein vast nutzlichs und furchtbars Büchlin, wie sich ein geistliche Person, so sich in ein Orden begeben, halten soll, Dillingen 1566
- Innozenz III., De contemptu mundi. Von Verachtung der Welt und weltlicher Üppigkeit, Dillingen 1566
- Louis de Blois/Ludovicus Blosius, Regel des geistlichen Lebens, Dillingen 1569
- Louis de Blois, Conclave animae, Dillingen 1570
- Engelhard von Langheim, History der heyligen Junckfrawen Mechtildis (gestorben 1160). Nachdruck der Ausgabe München 1574 mit Nachwort und Bibliografie von Manfred Knedlik und einer biografischen Skizze über die Selige Mechthild von Diessen (1125–1160) von Hans Pörnbacher, Amsterdam 2002
- Luis de Granada, Memoriale Granatae. Das gülden Denckbüchlein von einem vollkommenen Christen auß den geistlichen Schrifften des theuren Manns Gottes Ludwig von Granata genomen, München 1576 (aus dem Lateinischen)
- Luis de Granada, Exercitia Granatae. Das sinreiche Buch der geistlichen vbung mit dessen hailsamer lehr sich die andechtig Seel täglich speisen vnd in der genaden Gottes erhalten kan, München 1576
- Gaspar Loarte, Der geistliche Hertzentröster, München 1576 (aus dem Italienischen)
- Gaspar Loarte, Rosenkrantzbüchlein, München 1577